# 高島忠平
高島 忠平（たかしま ちゅうへい、1939年12月 - ）は日本の考古学者。佐賀女子短期大学元学長。学校法人旭学園理事長。邪馬台国九州説を唱える人物の一人で「ミスター吉野ヶ里」と呼ばれる。福岡県飯塚市出身。

## 略歴・人物
- 福岡県立嘉穂高等学校卒業。
- 1964年に熊本大学法文学部文科東洋史専攻を卒業。奈良国立文化財研究所を経て1974年より佐賀県教育委員会勤務。
- 1989年より行われた吉野ヶ里遺跡の発掘調査に際し、保存設備の計画・指揮をとる吉野ヶ里遺跡保存対策室長に就任。
- その後、佐賀県教育委員会副教育長、兼県立名護屋城博物館館長などを務めたのち公職を退任。1999年より佐賀女子短期大学教授に就任し、2002年から2010年3月までは同短大学長を、退任後は同短大を運営する学校法人旭学園の理事長を務める。

## 主な著書
- 『吉野ヶ里と古代遺跡』（学習研究社）
- 『日本通史 古代1 吉野ヶ里』（岩波書店）
- 『環濠集落吉野ヶ里遺跡とクニの成立』（吉川弘文館）